# Гугеса, Шимекет
Шимекет Гугеса Бешах (амх. ሽመክት ጉግሳ; родился 1 января 1995 года, Аддис-Абеба, Эфиопия) — эфиопский футболист, атакующий полузащитник клуба «Фасил Кенема» и национальной сборной Эфиопии.

## Клубная карьера
Родился 1 января 1995 года в столице Эфиопии, Аддис-Абебе. Карьеру профессионального футболиста начал в 17 лет в ауасском клубе Ауаса Сити. Отыграв в клубе сезон, перешёл в Дэдэбит. В 2014 году выигрывает Кубок Эфиопии. После пяти лет в клубе переходит в Фасил Кенема, в составе которого становится чемпионом Эфиопии в сезоне 2020/2021.

## Карьера в сборной
За сборную Эфиопии дебютировал 27 ноября 2013 года в матче против сборной Кении в рамках квалификации на Кубок КЕСАФА 2013 года. Встреча закончилась безголевой ничьей. Был представителем сборной на Кубке африканских наций 2021 года. На турнире провёл 4 матча. Всего за сборную провёл 18 матчей, из которых 7 побед, 4 ничьи, и 7 поражений.

## Достижения
Кубок Эфиопии
- Обладатель: 2014

Премьер-лига Эфиопии
- Чемпион: 2020/2021